# Carlos Baião Morais
Carlos Manuel Cordeiro Baião Morais ComM (1 de Janeiro de 1960 - 27 de Julho de 2018), foi um empresário português.

## Biografia

### Nascimento
Carlos Morais nasceu em 1 de Janeiro de 1960, filho de Valentim Morais, fundador do jornal Mundo Português.

### Carreira profissional
Exerceu como administrador do jornal Mundo Português, posição onde sucedeu ao seu pai em 1980. Durante a sua gestão, foi responsável pelo desenvolvimento e modernização do periódico, que se afirmou como o semanário português com a maior tiragem em todo o mundo, sendo destinado às comunidades portuguesas no estrangeiro.
Nuno Pinto Magalhães, director de Comunicação e Relações Institucionais da Sociedade Central de Cervejas, classificou Carlos Morais como o primeiro empresário a compreender a relevância do mercado dos portugueses no estrangeiro, principalmente nos Estados Unidos da América, no Canadá, em França, na Suíça, no Luxemburgo, na Alemanha e no Reino Unido. Assim, entre as comunidades dos emigrantes surgiram vários empreendedores que se dedicaram à importação de produtos tradicionais portugueses, como o bacalhau, o azeite, o vinho, as cervejas, os refrigerantes, o café, as conservas, criando um segmento de negócio próprio, conhecido originalmente como mercado da saudade. Neste sentido, em 1995 Carlos Morais criou a SISAB Portugal, uma feira destinada à exportação de produtos para emigrantes, que se afirmou como um importante certame económico a nível nacional e internacional, tendo-se tornado na maior «feira anual de alimentação e bebidas de marcas portuguesas«.

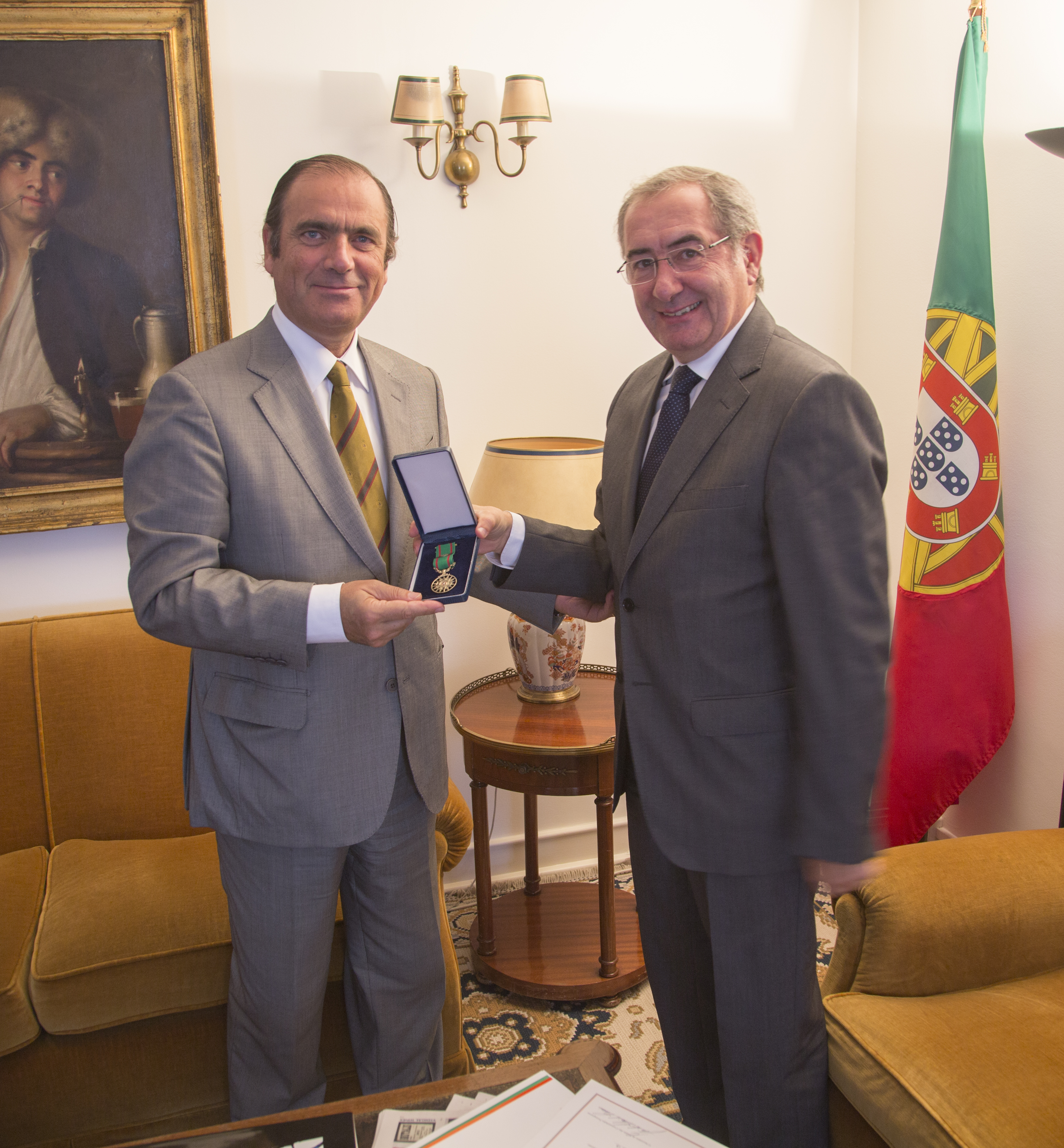
Entrega da Medalha de Mérito das Comunidades a Carlos Morais, em 2015.

### Falecimento e homenagens
Carlos Morais faleceu num acidente de viação na autoestrada A16, em Sintra, em 27 de Julho de 2018, contando nessa altura com 58 anos de idade. O corpo foi depositado no Cemitério do Alto de São João, em Lisboa.
Foi condecorado em 7 de Junho de 2013 com o grau de comendador na Ordem do Mérito, devido ao impulso que deu à indústria agro-alimentar em Portugal, e em 2015 com a Medalha de Mérito das Comunidades, pelo seu contributo na ligação entre o país e os portugueses e luso-descendentes no estrangeiro.
Após o seu falecimento, foi recordado pela presidente do partido CDS – Partido Popular, Assunção Cristas, e pelo presidente da república, Marcelo Rebelo de Sousa, pelo seu esforço em manter os emigrantes informados acerca do país natal. Na nota de pesar oficial, Rebelo de Sousa classificou-o como «o homem e o profissional que se destacou levando Portugal a todos os compatriotas que vivem e trabalham fora das nossas fronteiras físicas e ainda o empreendedor que dinamizou o setor agro-alimentar, tendo idealizado e desenvolvido o SISAB Portugal.».